# Battle of the Buffet
Battle of the Buffet (vrij vertaald: de Slag aan het Buffet), ook wel Pizzagate genoemd, is de naam gegeven door de Engelse pers aan een Premier League-confrontatie op Old Trafford tussen Manchester United en Arsenal op 24 oktober 2004. Manchester United won met 2–0, wat het einde betekende van een reeks van 49 competitiewedstrijden zonder nederlaag van Arsenal. Vijf maanden eerder had het team onder leiding van trainer Arsène Wenger de Premier League gewonnen zonder te verliezen. 

## Verslag
De wedstrijd tussen de rivaliserende clubs op zich werd gekenmerkt door enkele zware fysieke ingrepen, zoals die van Rio Ferdinand op Arsenal-draaischijf Fredrik Ljungberg of die van Ashley Cole op Manchester United-aanvaller Ruud van Nistelrooij. Van Nistelrooij scoorde na 73 minuten het eerste doelpunt uit een strafschop en enkele minuten voor affluiten maakte Wayne Rooney de 2–0. De scheidsrechterlijke beslissingen van Mike Riley werden achteraf door Arsène Wenger ter discussie gesteld.

## Pizzagate
Een incident met Manchester United-trainer Sir Alex Ferguson en Cesc Fàbregas, die op de bank zat, kreeg veel aandacht. De zeventienjarige Fàbregas zou tijdens verschillende opstootjes een stuk pizza naar het hoofd van Ferguson hebben gegooid. Fàbregas gaf dat 13 jaar later toe.

## Wedstrijdfiche
|                               |                                       |         |         |                                                                                           |
| 24 oktober 2004 17:00 (UTC+1) | Manchester United                     | 2–0     | Arsenal | Old Trafford, Manchester Toeschouwers: 67.862 Scheidsrechter: Mike Riley (West Yorkshire) |
| 24 oktober 2004 17:00 (UTC+1) | 73' (pen.) Van Nistelrooij 90' Rooney | Verslag |         | Old Trafford, Manchester Toeschouwers: 67.862 Scheidsrechter: Mike Riley (West Yorkshire) |

| Manchester United | Arsenal |

| GK                | 13 | Roy Carroll          |     |
| RB                | 2  | Gary Neville         | 36' |
| CB                | 5  | Rio Ferdinand        |     |
| CB                | 27 | Mikaël Silvestre     |     |
| LB                | 4  | Gabriel Heinze       |     |
| CM                | 3  | Phil Neville         | 38' |
| CM                | 18 | Paul Scholes         |     |
| RM                | 7  | Cristiano Ronaldo    | 85' |
| LM                | 11 | Ryan Giggs           |     |
| CF                | 8  | Wayne Rooney         |     |
| CF                | 10 | Ruud van Nistelrooij | 90' |
| Wisselspelers:    |    |                      |     |
| GK                | 1  | Tim Howard           |     |
| DF                | 6  | Wes Brown            |     |
| MF                | 17 | Liam Miller          |     |
| FW                | 9  | Louis Saha           | 90' |
| FW                | 14 | Alan Smith           | 85' |
| Trainer:          |    |                      |     |
| Sir Alex Ferguson |    |                      |     |

| GK             | 1  | Jens Lehmann       |     |
| RB             | 12 | Lauren             |     |
| CB             | 23 | Sol Campbell       |     |
| CB             | 28 | Kolo Touré         |     |
| LB             | 3  | Ashley Cole        | 35' |
| RM             | 8  | Freddie Ljungberg  |     |
| CM             | 4  | Patrick Vieira     | 75' |
| CM             | 17 | Edu                | 79' |
| LM             | 9  | José Antonio Reyes | 70' |
| CF             | 10 | Dennis Bergkamp    |     |
| CF             | 14 | Thierry Henry      |     |
| Wisselspelers: |    |                    |     |
| GK             | 13 | Stuart Taylor      |     |
| DF             | 18 | Pascal Cygan       |     |
| MF             | 7  | Robert Pirès       | 70' |
| MF             | 15 | Cesc Fàbregas      |     |
| FW             | 11 | Robin van Persie   |     |
| Trainer:       |    |                    |     |
| Arsène Wenger  |    |                    |     |